# Окино-Ключевское сельское поселение
Се́льское поселе́ние «Окино-Ключевское» (бур. Охин Булагын hомон) — муниципальное образование в Бичурском районе Бурятии Российской Федерации.
Административный центр — село Окино-Ключи.

## География
Поселение расположено в междуречье Хилка (на северо-востоке) и Чикоя (на западе) в лесостепной зоне: горные участки занимают хвойные леса, с преобладанием сосны, на южных склонах – степи и луга. По территории поселения, помимо Хилка и Чикоя, протекают реки Окинка, Топка; находятся озеро Амбон (Омбон), минеральный источник Аршан.

## История
Статус и границы сельского поселения установлены Законом Республики Бурятия от 31 декабря 2004 года № 985-III «Об установлении границ, образовании и наделении статусом муниципальных образований в Республике Бурятия»

## Население
| 2002  | 2011  | 2012  | 2013  | 2014  | 2015  | 2016  |
| ----- | ----- | ----- | ----- | ----- | ----- | ----- |
| 1415  | ↘1245 | ↘1228 | ↘1214 | ↘1181 | ↘1168 | ↘1157 |
| 2017  | 2018  | 2019  | 2020  | 2021  | 2023  | 2024  |
| ↘1135 | ↘1130 | ↘1087 | ↘1076 | ↗1122 | ↘1105 | ↘1094 |

## Состав сельского поселения
| № | Населённый пункт | Тип населённого пункта       | Население |
| - | ---------------- | ---------------------------- | --------- |
| 1 | Окино-Ключи      | село, административный центр | ↘1066     |
| 2 | Старые Ключи     | село                         | ↘179      |